# Virgil (Dakota del Sur)
Virgil es un pueblo ubicado en el condado de Beadle en el estado estadounidense de Dakota del Sur. En el Censo de 2010 tenía una población de 16 habitantes y una densidad poblacional de 6,18 personas por km².

## Geografía
Virgil se encuentra ubicado en las coordenadas 44°17′27″N 98°25′39″O / 44.29083, -98.42750. Según la Oficina del Censo de los Estados Unidos, Virgil tiene una superficie total de 2.59 km², de la cual 2.59 km² corresponden a tierra firme y (0%) 0 km² es agua.

## Demografía
Según el censo de 2010, había 16 personas residiendo en Virgil. La densidad de población era de 6,18 hab./km². De los 16 habitantes, Virgil estaba compuesto por el 100% blancos, el 0% eran afroamericanos, el 0% eran amerindios, el 0% eran asiáticos, el 0% eran isleños del Pacífico, el 0% eran de otras razas y el 0% pertenecían a dos o más razas. Del total de la población el 0% eran hispanos o latinos de cualquier raza.